# Dosčatoe
Dosčatoe (in russo Досчатое?) è un insediamento operaio della Russia europea centro-orientale, situato nel circondario urbano della città di Vyksa dell'oblast' di Nižnij Novgorod.
Si trova lungo il fiume Oka, 10 km a nord di Vyksa.